# Jeanette Wolff
Jeanette Wolff, geborene Cohen (geboren am 22. Juni 1888 in Bocholt; gestorben am 19. Mai 1976 in West-Berlin) war eine deutsche Politikerin der SPD.

## Leben und Wirken
Jeanette Cohen wurde am 22. Juni 1888 in Bocholt als Tochter von Dina Cohen (1859–1938) und Isaac Cohen (1855–1929) geboren und war das älteste von sechs Kindern. Mit 16 Jahren, 1904, begann sie ihre Ausbildung zur Kindergärtnerin in Brüssel und arbeitete anschließend als Kindergärtnerin und Erzieherin. Sie lebte abwechselnd in Brüssel, wo sie auch der Sozialdemokratischen Partei beitrat, und Bocholt, wo sie den Niederländer Philip Fuldauer kennenlernte. 1908 heirateten die beiden und zogen nach Dinxperlo in die Niederlande. Am 4. Dezember desselben Jahres kam die Tochter Margerieta zur Welt, die jedoch noch als Kleinkind im September des folgenden Jahres verstarb, gut zwei Wochen später starb auch ihr Ehemann Philip.
1909 legte sie das Abitur an einem Abendgymnasium ab. Die junge Witwe zog noch im selben Jahr wieder nach Bocholt und lernte den Kaufmann Hermann Wolff (1888–1945) kennen, den sie 1910 heiratete. Sie ließen sich in Bocholt nieder und kauften dort eine kleine Textilfabrik und führten dort im Jahre 1912 als erstes Unternehmen überhaupt den 8-Stunden-Tag ein. Der Ehe entstammten die drei Töchter Juliane (1912–1945), Edith (1916–2003) und Käthe (1920–1944). 1932 zog die Familie nach Dinslaken.
Schon kurz nach der Machtübernahme durch die NSDAP wurde Jeanette Wolff wegen ihres Wahlkampfengagements für die SPD verhaftet und zwei Jahre lang in „Schutzhaft“ gehalten. Nach ihrer Entlassung 1935 eröffnete sie eine Pension in Dortmund, die aufgrund der Rechtslage nur Juden offenstand. Dort wurde die Familie Opfer der Novemberpogrome 1938. Ihr Mann Hermann wurde im Anschluss in das KZ Sachsenhausen verschleppt und im Dezember wieder entlassen.
Die Tochter Käthe wurde im März 1941 in Dortmund und Bochum in Polizeihaft genommen, anschließend ins KZ Ravensbrück deportiert und von dort im Mai 1942 in die Tötungsanstalt Bernburg gebracht.
Wolff wurde 1942 nach Riga deportiert und leistete im KZ Riga-Kaiserwald Zwangsarbeit.
Mit Auflösung des KZ in Riga wurde sie ins KZ Stutthof verlegt, wo sie ihren Mann zum letzten Mal sah. Die älteste Tochter Juliane starb hier im März 1945. Ehemann Hermann Wolff wurde 1944 von Stutthof zum KZ Buchenwald deportiert, wurde von dort Anfang April 1945 auf einen Todesmarsch zum KZ Flossenbürg geschickt und am 23. April in Wetterfeld in der Oberpfalz von der SS erschossen. 1947 kommentierte sie die KZ-Haft in einer Rede: "Wir haben gewußt, daß wir Kämpfer gegen die Diktatur und gegen den Faschismus waren. Wir haben gewußt, daß wir um eine neue Welt ringen wollten, daß wir ein neues Leben aufbauen wollten, in dessen Mittelpunkt wir den Menschen stellten. Aber jene Schar von Unzählbaren, die in Öfen verbrannt und in Lagern gemartert wurden, jene unzählige Anzahl von Kindern, deren bloße Füßchen blutend durch die Schneefelder des Ostens in das Verderben hineingetappt sind — sie wußten nicht, warum sie in dieses Verderben gingen —; sie gingen nur, weil eine [jüdische, anm.] Mutter sie geboren hatte."
Bei der Befreiung durch die Rote Armee hatten aus den Familien Wolff und Cohen einzig Jeanette und ihre Tochter Edith den Holocaust überlebt. Jeanette Wolff und ihre Tochter Edith wurden vom KZ Stutthof zu einem Außenlager deportiert und sollten ins Reichsgebiet verlegt werden. Sie wurden jedoch um den Jahreswechsel 1944/45 im polnischen Koronowo von der Roten Armee befreit. Erst im Dezember 1945 bekamen sie Reisepapiere und am 2. Januar 1946 konnten sie Berlin erreichen. Beide widmeten sich in den Folgezeit der Sozialarbeit im Entschädigungsamt im Berliner Bezirk Neukölln, Tochter Edith bald als Krankenschwester im Jüdischen Krankenhaus in Berlin. 1948 sagte Jeanette Wolff im sogenannten Wilhelmstraßen-Prozess als Zeugin aus. Sie war mehreren der Angeklagten während der Zeit ihrer Gefangenschaft begegnet. Jeanette Wolff starb am 19. Mai 1976 in Berlin.

## Politik
Zur Politik fand Jeanette Cohen schon als Jugendliche, als sie 1905 der Sozialistischen Arbeiter-Jugend beitrat. Während der Weimarer Republik gehörte sie zu den wenigen Frauen in der westfälischen Kommunalpolitik. Als Stadtverordnete und später Stadträtin vertrat sie zwischen 1919 und 1932 die SPD in ihrer Heimatstadt Bocholt. Sie war Parteitagsdelegierte sowie Vorstandsmitglied des SPD-Bezirks Westliches Westfalen. Zudem gehörte sie zu den Gründerinnen der Arbeiterwohlfahrt.
Bereits wenige Wochen nach dem Eintreffen in Berlin engagierte sie sich in der SPD, zunächst in der Bezirksverordnetenversammlung in Neukölln, dann in der Stadtverordnetenversammlung in der Viermächtestadt Berlin. Vehement stritt sie an der Seite von Franz Neumann und Otto Suhr gegen die Zwangsvereinigung von SPD und KPD zur SED. Stadtverordnete blieb sie von 1946 bis 1951. Aufgrund einer Erhöhung der Zahl der Berliner Abgeordneten rückte sie am 1. Februar 1952 in den ersten Deutschen Bundestag nach und gehörte ihm bis 1961 an. Als Delegierte zu den SPD-Parteitagen war Jeanette Wolff eine leidenschaftliche Debattenrednerin und sie zählt zu den Initiatorinnen des in den 1970er Jahren eingerichteten SPD-Seniorenrates.
Beim zweiten Parteitag der SPD nach Kriegsende 1947 plädierte sie für ein scharfes Entnazifizierungsgesetz und nahm dabei auch Bezug auf die eigenen Erfahrungen und Verluste: "Denkt an die vielen Opfer, an das Meer von Blut, an das zerstörte und verbrannte Hab und Gut, an die 12 Jahre, die so sinnlos uns verflossen, lasst sie nicht untertauchen, die Parteigenossen!"
Als Sozialarbeiterin im Berliner Bezirk Neukölln engagierte sie sich gewerkschaftlich, zunächst in der Gewerkschaft der Büro- und kaufmännischen Angestellten (GkB), der späteren Deutschen Angestellten-Gewerkschaft (DAG) in Berlin; im Dissens mit dem SED-orientierten Freien Deutschen Gewerkschaftsbund (FDGB) beteiligte sie sich 1948 am Aufbau der Unabhängigen Gewerkschaftsorganisation (UGO), aus der 1950 DGB und DAG in West-Berlin entstanden. Bis 1963 gehörte Jeanette Wolff als stellvertretende Vorsitzende dem ehrenamtlichen Gewerkschaftsrat der Deutschen Angestellten-Gewerkschaft (DAG) an.

## Jüdisches Engagement
Ab 1946 beteiligte sich Jeanette Wolff am Wiederaufbau der Jüdischen Gemeinde in Berlin, vor allem dem Jüdischen Frauenbund. Sie war Mitbegründerin (1949), Jüdische Stellvertretende Vorsitzende (1949–1970) und Jüdische Vorsitzende (1970–1976) der Gesellschaft für Christlich-Jüdische Zusammenarbeit in Berlin. Außerdem war sie Mitbegründerin der VVN Berlin.
Von 1965 bis 1975 bekleidete sie die Position der stellvertretenden Vorsitzenden des Zentralrats der Juden in Deutschland.

## Ehrungen und Auszeichnungen

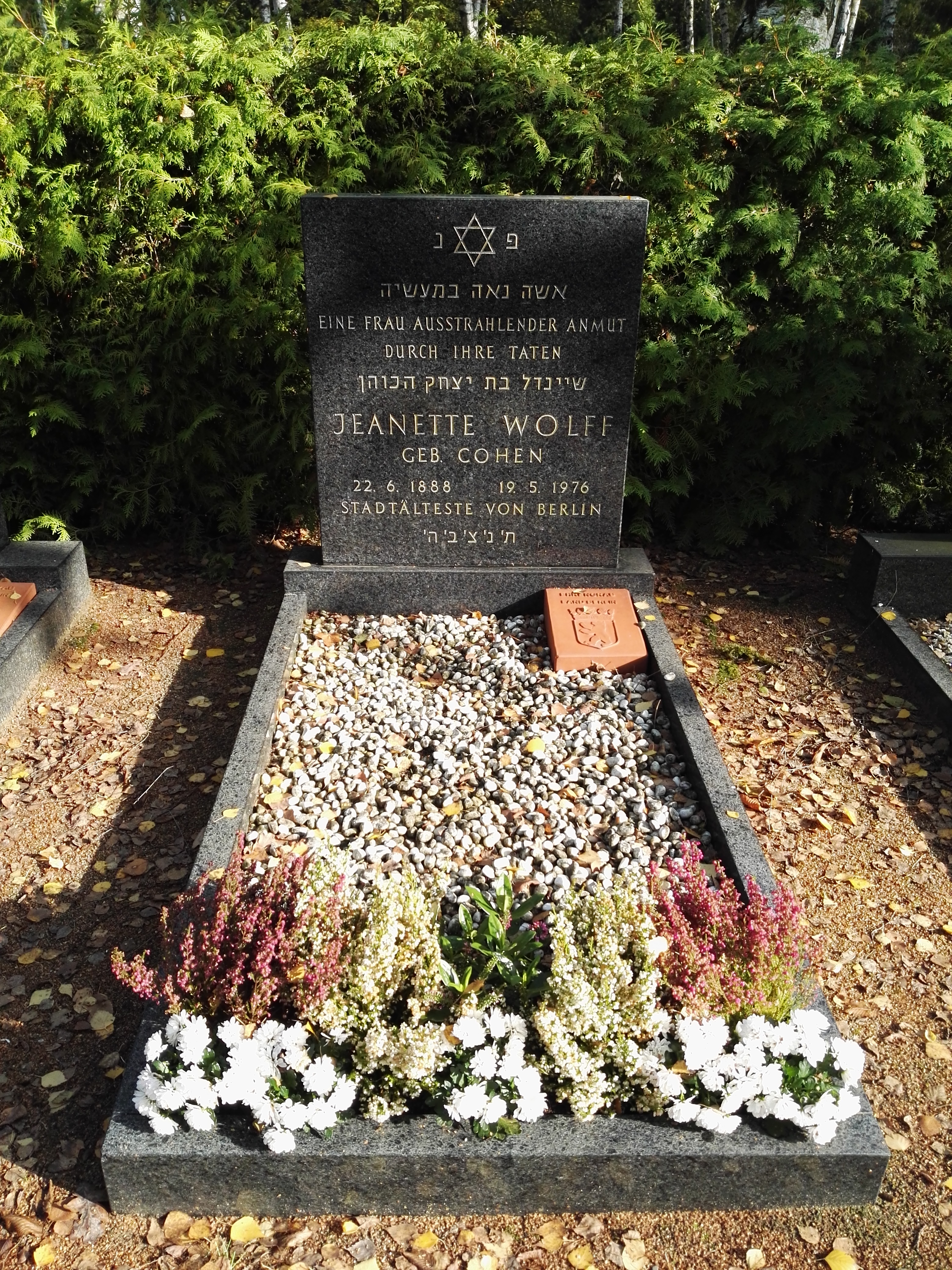
Grabstätte

1967 wurde Jeanette Wolff mit dem Ehrentitel Stadtälteste von Berlin ausgezeichnet und an ihrem 80. Geburtstag im Jahr darauf zum Ehrenmitglied der Internationalen Liga für Menschenrechte ernannt.
Beigesetzt ist Wolff in einem Ehrengrab der Stadt Berlin auf dem Friedhof der jüdischen Gemeinde in Berlin-Westend.
Straßen wurden nach ihr benannt in Berlin-Neukölln, Kleve und Dortmund; ebda gibt es auch eine Jeanette-Wolff-Schule. Darüber hinaus erinnern der Jeanette-Wolff-Weg und das Jeanette-Wolff-Seniorenzentrum in ihrer Geburtsstadt Bocholt heute an sie. Auch die jüdische Seniorenwohnanlage in Berlin-Charlottenburg trägt ihren Namen.
In Dinslaken trug früher eine Realschule in der Wiesenstrasse ihren Namen; seit September 2018 dient dort eine Skulptur der Erinnerung an sie, am Platz neben der Neutor-Galerie am Rutenwall.
1961 erhielt Wolff das Große Bundesverdienstkreuz, 1973 erhielt sie in Berlin die Ernst Reuter-Plakette, 1975 wurde sie mit dem Leo Baeck-Preis gewürdigt.

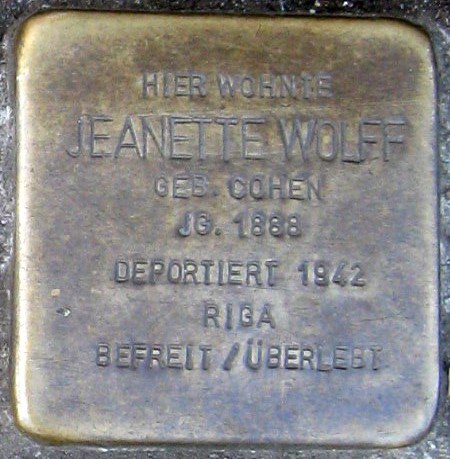
Stolperstein für Jeanette Wolff in Dortmund

Am 9. Februar 2012 wurde in der Münsterstraße 42 in der nördlichen Dortmunder Innenstadt zum Gedenken an Jeanette Wolff ein Stolperstein verlegt.
Seit 2019 wird die Jeanette-Wolff-Medaille von der Gesellschaft für christlich-jüdische Zusammenarbeit verliehen.

## Werke
- Sadismus oder Wahnsinn: Erlebnisse in den deutschen Konzentrationslagern im Osten. Dresden, 1947.[19]